# The Express
Pour les articles homonymes, voir Express.
Pour plus de détails, voir Fiche technique et Distribution.
The Express (L'Express) est un film américain réalisé par Gary Fleder sur un scénario de Charles Leavitt et produit par Universal Pictures. Il est sorti le 10 octobre 2008 aux États-Unis. Il est basé sur la vie du joueur de football américain Ernie Davis qui fut un joueur important de l'Orange de Syracuse et surtout le premier Afro-américain à remporter le trophée Heisman, le titre de meilleur joueur universitaire de football américain.

## Synopsis
L'histoire se base sur la carrière universitaire du joueur de football américain Ernie Davis, de ses qualités sportives jusqu'à sa mort d'une leucémie avant de pouvoir devenir professionnel.

## Fiche technique
- Réalisation : Gary Fleder
- Scénario : Charles Leavitt d'après le livre Ernie Davis: The Elmira Express de Robert Gallagher
- Production : Universal Pictures
- Date de sortie :  
  - 10 octobre 2008 aux États-Unis
  - 3 novembre 2009 en France, directement en vidéo

## Distribution
- Rob Brown (VF : Bruno Henry) : Ernie Davis
- Dennis Quaid (VF : Bernard Lanneau) : Ben Schwartzwalder
- Omar Benson Miller : Jack Buckley
- Aunjanue Ellis-Taylor : Marie Davis
- Clancy Brown : Roy Simmons Sr.
- Darrin Henson (en) (VF : Jean-Paul Pitolin) : Jim Brown
- Saul Rubinek (VF : Paul Borne) : Art Modell
- Nelsan Ellis : Will Davis Jr.
- Charles S. Dutton (VF : Saïd Amadis) : Willie « Pops » Davis
- Geoff Stults : Bob Lundy
- Evan Jones : Roger « Chien de chasse » Davis
- Nicole Beharie : Sarah Ward
- Chelcie Ross : Lew Andreas
- Enver Gjokaj : Dave Sarette
- Maximilian Osinski (en) : Gerhard Schwedes
- Danny McCarthy (en) : Bill Bell
- Chadwick Boseman : Floyd Little